# The Stripped Mixes
The Stripped Mixes (từng phát hành trên CD trong một thời gian giới hạn là The Motown 50 Mixes), là album tuyển tập các bài hát kinh điển của ca sĩ người Mỹ và cựu thành viên Jackson 5 của Michael Jackson. Các bài hát trong album chủ yếu là từ sự nghiệp của Jackson với tư cách là thành viên của Jackson 5 từ cuối những năm 1960 đến những năm 1970. Các bài hát được ghi nhận cho Jackson với tư cách là một nghệ sĩ solo là từ các album của ông trong thời kỳ Motown. Các bài hát khác trong album là những bản "stripped" mix của chất liệu Jackson, nghĩa là các bài hát có giai điệu trầm lắng hơn và hầu hết các phần trống đều đã bị loại bỏ.
Sau khi sự nổi tiếng của Jackson tăng vọt sau khi ông qua đời vào tháng 6 năm 2009, đã có xác nhận vào ngày 7 tháng 7 rằng The Stripped Mixes sẽ được phát hành. Album đã được cung cấp dưới dạng bản tải xuống kỹ thuật số vào ngày 7 tháng 7 năm 2009 và dưới dạng đĩa CD vào ngày 28 tháng 7. Một bài hát được phối lại, mang tên "I'll Be There (Minus Mix)", được phát hành trên iTunes để quảng bá album vào ngày 9 tháng 6 năm 2009, trước khi Jackson qua đời. The Stripped Mixes là album tổng hợp thứ hai của Jackson được phát hành sau khi ông qua đời, album đầu tiên là The Collection; được phát hành hơn hai tuần trước. The Stripped Mixes nhận được nhiều đánh giá trái chiều từ các nhà phê bình âm nhạc. Album là một thành công thương mại vừa phải trên toàn thế giới và có thành tích trên bảng xếp hạng quốc tế tốt hơn ở Hoa Kỳ.

## Ý tưởng
Do sự phổ biến cao của quảng cáo State Farm Insurance có phiên bản acoustic của bản hit "I'll Be There", Motown đã phát hành "I'll Be There (Minus Mix)" qua iTunes vào ngày 9 tháng 6 năm 2009, như một khúc dạo đầu đến The Stripped Mixes. "I'll Be There (Minus Mix)" không lọt vào bảng xếp hạng âm nhạc nào. Ngay sau khi Jackson qua đời vào tháng 6 năm 2009, âm nhạc của ông đã có một sự nổi tiếng tăng vọt, dẫn đến các vấn đề về âm nhạc của ông. Chưa đầy một giờ sau lễ tưởng niệm Jackson tại Trung tâm Staples vào ngày 7 tháng 7 năm 2009, Universal Music Group đã thông báo về The Stripped Mixes, một album tuyển tập các bài hát kinh điển của Jackson, sẽ được phát hành. Album có sự kết hợp "lột xác" từ các bài hát cổ điển thời Motown của Jackson cũng như các bài hát được thu âm khi ông còn là thành viên của The Jackson 5 từ những năm 1960 đến những năm 1980. Các bài hát bị "bóc mẽ" trong album đều có các nhạc cụ đệm và một số kỹ thuật phòng thu bị loại bỏ để làm cho các bài hát mang âm hưởng acoustic hơn. The Stripped Mixes đã được cung cấp dưới dạng bản tải xuống kỹ thuật số vào ngày 7 tháng 7 và dưới dạng đĩa nén vào ngày 28 tháng 7 năm 2009.

## Thu nhận

### Hiệu suất thương mại
The Stripped Mixes đứng ở vị trí thứ #95 trên Billboard 200 trong tuần đầu tiên ra mắt với doanh số bán hàng dưới 5.000 bản. Nó đứng ở vị trí thứ 43 trên Bảng xếp hạng R&B Albums vào năm 2009 và lên vị trí thứ 21 vào năm 2010. Trên bình diện quốc tế, The Stripped Mixes đã thành công hơn về mặt thương mại. Album lọt vào top 50 ở Belgium Flanders và Belgium Wallonia, lần lượt đạt vị trí thứ 43 và thứ 47 trong 5 và 7 tuần. The Stripped Mixes cũng xếp ở vị trí thứ 75 tại Mexico trong một tuần trước khi rớt khỏi top 100.

### Phân tích phê bình
| Đánh giá chuyên môn | Đánh giá chuyên môn |
| Nguồn đánh giá      | Nguồn đánh giá      |
| Nguồn               | Đánh giá            |
| ------------------- | ------------------- |
| AllMusic            | liên kết            |
| PR Newswire         | liên kết tích cực   |
| TheDwarf.com.au     | liên kết tích cực   |
| Tone Publications   | liên kết tích cực   |

The Stripped Mixes nhận được nhiều đánh giá trái chiều từ các nhà phê bình âm nhạc đương đại. Nhà viết Stephen Thomas Erlewine của AllMusic đã cho The Stripped Mixes hai trên năm sao, anh nói anh cảm thấy rằng "logic của những gì bị bỏ lại không hoàn toàn hợp lý", chỉ ra rằng "I Want You Back" và "ABC" không có trống và "cảm thấy hơi say và nặng đầu"; "Ben" và "With a Child's Heart" có tiếng vọng của dây đàn trong nền, nên khó nhận biết rằng bài hát có đang bị "lột". Anh nói thêm rằng vì thiên tài nằm ở phần sắp xếp, nên "thiếu vắng quá nhiều phần sắp xếp" có nghĩa là âm nhạc "nghe rất vụng về và không đầy đủ, như thể nó đang chờ đợi vòng hòa âm cuối cùng và những bản nhạc quá trớn." Ý kiến chung của Erlewine về album là "nếu mục đích của đĩa này là thu hút sự chú ý đến giọng hát của Michael, thì The Stripped Mixes đã làm tốt nhiệm vụ của mình, nhưng chỉ vì giọng của ông được đẩy lên phía trước và trung tâm không có nghĩa là đây là nơi tốt nhất để đánh giá cao. thiên tài của ông ấy."
Một nhà viết của PR Newswire đã ca ngợi album, mô tả nó như là "phô diễn" tài năng thanh nhạc của Jackson và coi The Stripped Mixes là một "ánh sáng tươi mới" trong sự nghiệp ban đầu của Jackson với tư cách là một nghệ sĩ solo và cùng với những người anh em của ông trong The Jackson 5. Natalie Salvo của TheDwarf.com.au nhận xét rằng bản phối của "Ain't No Sunshine" đã làm cho album trở nên "cá nhân" đáng mua. Cô nói thêm rằng "âm nhạc làm những gì nó phải làm", đó là "gợi lên đúng tâm trạng nhưng không quá phô trương." Bất chấp những lời khen ngợi, cô đã tuyên bố rằng album có thể bị coi là một "yếu tố có vị tệ" từ một "công ty thu âm tham lam" và lưu ý rằng "rất khó" để "ngăn bản thân bị chế nhạo với sự hoài nghi đối với album này". Jeff Dorgay của Tone Publications mô tả tất cả các bài hát của album là "khá mạnh" và nói thêm rằng "bất kể bạn quan tâm đến Michael Jackson như thế nào", The Stripped Mixes là một đĩa "bạn nên có trong bộ sưu tập của mình" vì nó mang đến một "cái nhìn hiếm có" về "âm nhạc cổ điển" của Jackson khi ông mới bắt đầu sự nghiệp của mình.

## Danh sách bài hát
| STT              | Nhan đề                                                                  | Sáng tác                                       | Thời lượng |
| ---------------- | ------------------------------------------------------------------------ | ---------------------------------------------- | ---------- |
| 1.               | "I'll Be There (Minus Mix)" (từ Third Album)                             | Berry Gordy, Bob West, Hal Davis, Willie Hutch | 3:55       |
| 2.               | "Ben (Stripped Mix)" (từ Ben)                                            | Don Black, Walter Scharf                       | 2:42       |
| 3.               | "Who's Lovin' You (Stripped Mix)" (từ Diana Ross Presents The Jackson 5) | Smokey Robinson                                | 4:24       |
| 4.               | "Ain't No Sunshine (Stripped Mix)" (từ Got to Be There)                  | Bill Withers                                   | 4:08       |
| 5.               | "I Want You Back (Stripped Mix)" (từ Diana Ross Presents The Jackson 5)  | The Corporation                                | 3:48       |
| 6.               | "ABC (Stripped Mix)" (từ ABC)                                            | The Corporation                                | 3:11       |
| 7.               | "We've Got a Good Thing Going (Stripped Mix)" (từ Ben)                   | The Corporation                                | 3:15       |
| 8.               | "With a Child's Heart (Stripped Mix)" (từ Music & Me)                    | Basemore, Henry Cosby, Sylvia Moy              | 4:07       |
| 9.               | "Darling Dear (Stripped Mix)" (từ Third Album)                           | Gordy/Gordy/Story                              | 2:33       |
| 10.              | "Got to Be There (Stripped Mix)" (từ Got to Be There)                    | Elliot Willensky                               | 3:15       |
| 11.              | "Never Can Say Goodbye (Stripped Mix)" (từ Maybe Tomorrow)               | Clifton Davis                                  | 3:11       |
| Tổng thời lượng: | Tổng thời lượng:                                                         | Tổng thời lượng:                               | 38:34      |

## Bảng xếp hạng
| Bảng xếp hạng (2009–10)         | Thứ hạng |
| ------------------------------- | -------- |
| Belgium Albums Chart (Flanders) | 43       |
| Belgium Albums Chart (Wallonia) | 47       |
| Mexican Albums Chart            | 75       |
| Hoa Kỳ Billboard 200            | 95       |
| Hoa Kỳ Top R&B/Hip-Hop Albums   | 21       |

## Nhân viên
Bản quyền từ AllMusic.
| - João Daltro de Almeida – photo research - David Blumberg – arranger - Lawrence D. Brown – producer - Rodger Carter – studio assistant - Neil Citron – engineer, mixing - The Corporation – arranger, producer - Hal Davis – producer - Jill Ettinger – product manager - Berry Gordy Jr. – arranger, producer, executive producer - George Gordy – producer - Willie Hutch – vocal arrangement - Eddy Manson – arranger - Monique McGuffin – production coordination - Alphonso Mizell – arranger, producer - Fonce Mizell – arranger, producer | - Jeff Moskow – producer, A&R - Ryan Null – photo coordination - Gene Page – arranger - Freddie Perren – arranger, producer - Deke Richards – arranger, producer - Ryan Rogers – design - Tom Rowland – producer, engineer, mixing, A&R - Glen Sanatar – studio assistant - Doug Schwartz – mastering - Andrew Skurow – tape research - Bobby Taylor – producer - David Van De Pitte – arranger - Harry Weinger – A&R - Bob West – arranger |